# Karl Gratz
Karl Gratz (24 de janeiro de 1919 - 14 de março de 2002) foi um piloto alemão (nascido na Áustria) da Luftwaffe durante a Segunda Guerra Mundial. Voou em mais de 900 missões de combate, nas quais abateu 138 aeronaves inimigas, o que fez dele um ás da aviação.